# Методий I Константинополски
Вижте пояснителната страница за други личности с името Методий.
Методий I (на латински: St. Methodios I, Methodius I, на гръцки: Μεθόδιος Α΄); 788/800 – 14 юни 847) e вселенски патриарх на Константинопол
от 4 март 843 г. до 14 юни 847 г.
Роден е в Сиракуза в богато семейство и умира в Константинопол. Чества се на 14 юни.
На 4 март 843 г. императрица Теодора II и логотет Теоктист поставят Методий I като нов патриарх на мястото на сваления Йоан VII Граматик и свикват събор. Тази година православието има триумф, Тържество на православието на 11 март, по други данни на 19 февруари 843 г.